# Malmgårds järnvägsstation

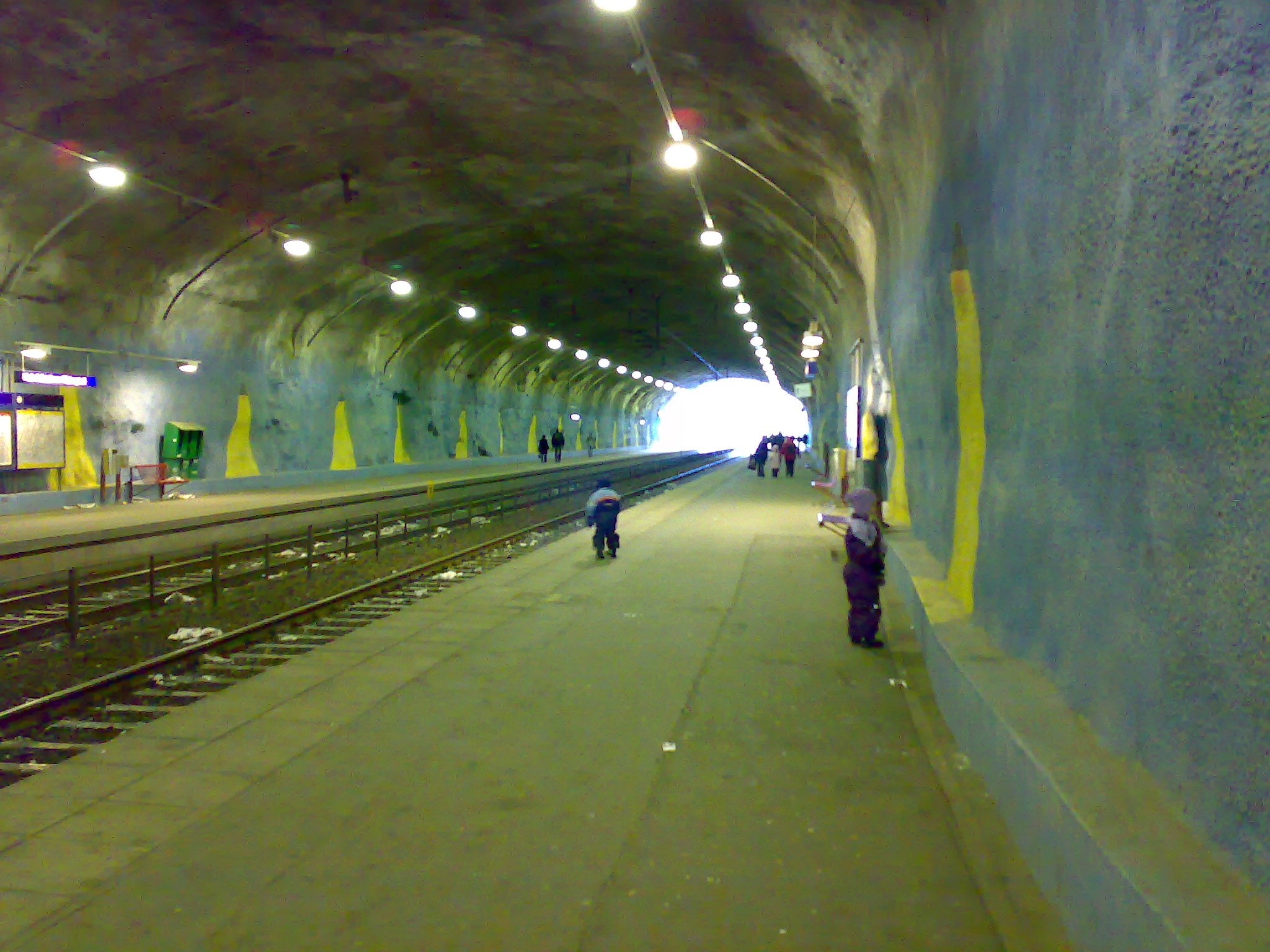
Malmgårds järnvägsstation i Helsingfors

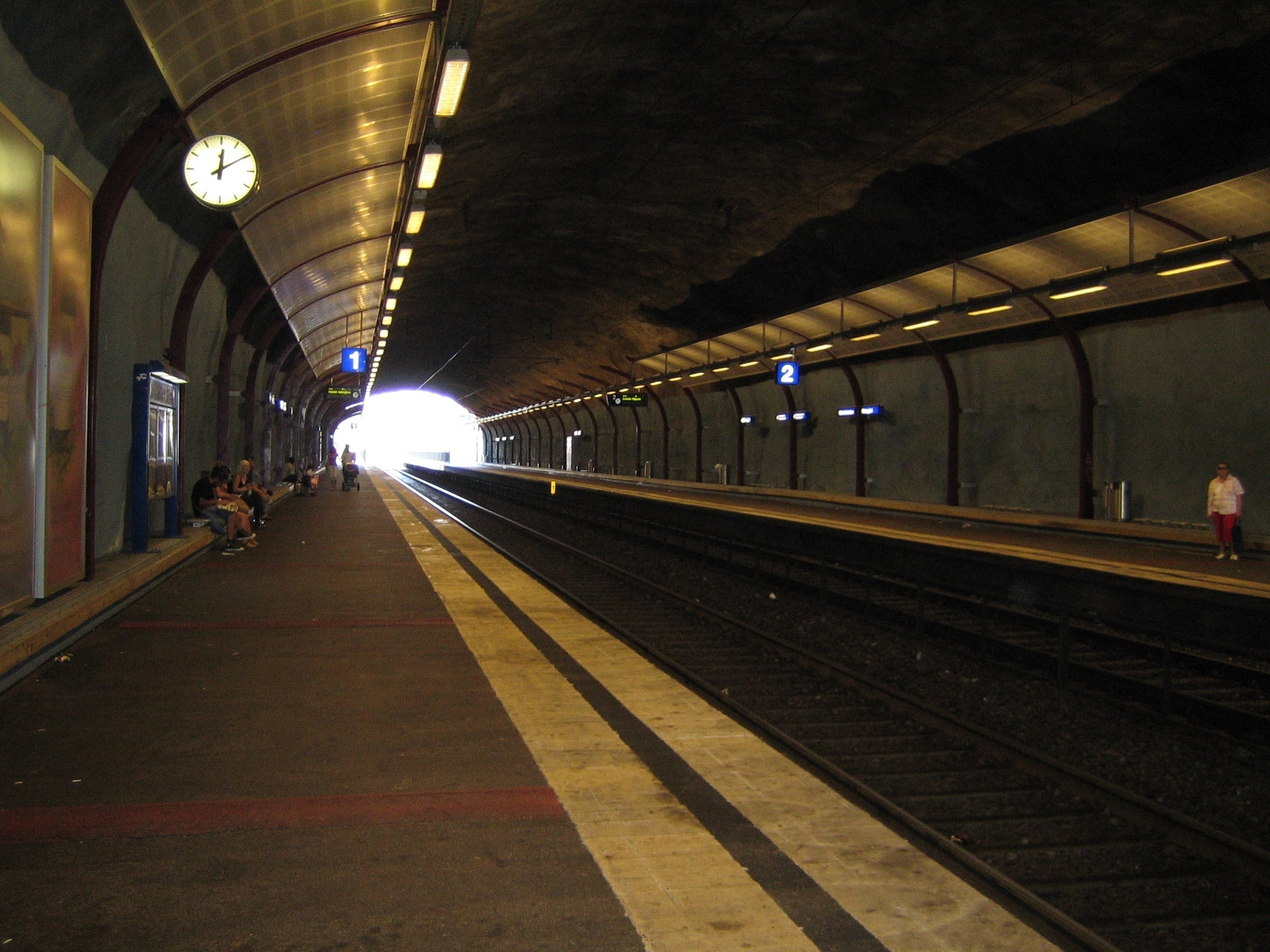

Malmgårds järnvägsstation (Mlo, finska Malminkartanon rautatieasema) är en järnvägsstation i Helsingfors i stadsdelen Malmgård. Den ligger mellan stationerna Gamlas och Myrbacka. Avståndet från Helsingfors järnvägsstation är cirka 11 kilometer. Vid stationen stannar närtrafikens tåg I och P. Den öppnades 1975.